# Stadt ohne Namen (Kurzgeschichte)

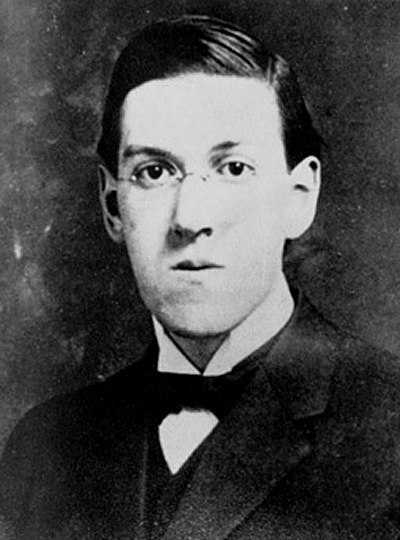
H. P. Lovecraft, Fotografie aus dem Jahre 1915

Stadt ohne Namen (englisch The Nameless City) ist der Titel einer phantastischen Horrorgeschichte des amerikanischen Schriftstellers H. P. Lovecraft, die im Januar 1921 geschrieben und im November desselben Jahres im Amateurmagazin Wolverine gedruckt wurde. Im November 1938 erschien sie im Pulp-Magazin Weird Tales und wurde 1939 in die Sammlung The Outsider and Others des Verlags Arkham House aufgenommen. Eine deutsche Übersetzung von Charlotte Gräfin von Klinckowstroem erschien 1973 im gleichnamigen Sammelband der Buchreihe Bibliothek des Hauses Usher. 
Die von Lovecraft selbst sehr geschätzte, von vielen Magazinen später allerdings abgelehnte Erzählung lässt den Einfluss Lord Dunsanys erkennen, der an einer Stelle zitiert wird, und stellt den Verfasser des Necronomicons vor, den „wahnsinnigen Araber“ Abdul Alhazred. Sie führt den Leser ins Innere der arabischen Wüste, in der sich die Ruinen einer alten Stadt befinden, die von reptilienartigen Kreaturen erbaut wurde. 
Mit der Beschreibung von Wandmalereien, Fresken und Reliefs einer scheinbar untergegangenen Zivilisation nimmt sie Elemente seines Kurzromans Berge des Wahnsinns vorweg.

## Inhalt
Ein Archäologe, der namenlose Ich-Erzähler des Werkes, nähert sich der Stadt ohne Namen, die „verfallen und stumm“ im „Inneren der Arabischen Wüste“ im kalten Mondschein vor ihm liegt und die ihm verflucht zu sein scheint. Die von den Arabern und Scheichs gemiedene Stadt soll schon vor der Gründung Memphis´ und Babylons vom Sand der Äonen fast verborgen gewesen sein. Er denkt an die Worte des wahnsinnigen Arabers Abdul Alhazred: „Das ist nicht tot, was ewig liegt, / Bis daß die Zeit den Tod besiegt.“

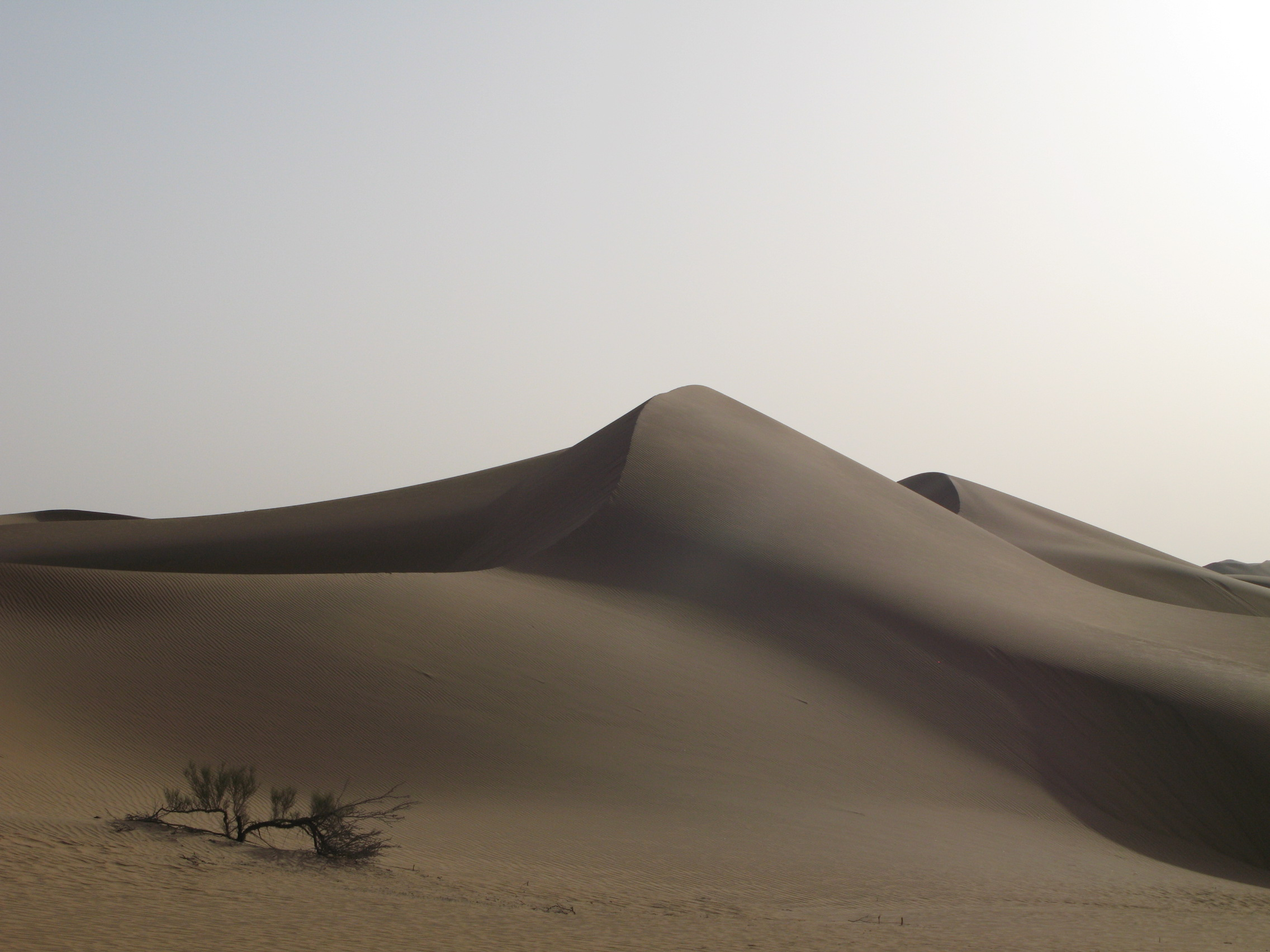
Sandwüste der arabischen Halbinsel

Erst in der Morgendämmerung betritt er die Stätte und wandert lange zwischen ihren Überresten umher, wobei ihm seltsame und beunruhigende architektonische Proportionen auffallen. Am nächsten Tag setzt er seine Expedition durch die Trümmer fort, legt einen sandbedeckten Eingang frei und entdeckt einen unterirdischen Tempel, der zu niedrig ist, um darin aufrecht gehen zu können und dessen einfache Symbole und primitive Altäre ihn rätseln lassen, ob eine Rasse dort grauenvolle Riten praktiziert haben könnte. 
Trotz der anbrechenden Nacht verweilt er in der unheimlichen Ruinenstadt und wird auf einen etwas größeren Tempel aufmerksam, dessen Eingang nicht so verschüttet ist wie bei den anderen Kultstätten. Er betritt einen dunklen Raum, nimmt Spuren von Malerei einer vermutlich alten Rasse wahr und entdeckt einen engen, in die Tiefe führenden Tunnel. Über eine schier endlose, steile Treppe erreicht er einen niedrigen Gang, durch den er sich hindurchzwängt. Er steigt weiter hinab und bemerkt, dass seine Fackel erloschen ist, während ihm Sentenzen Alhazreds, Zeilen aus dem „L'Image du monde“ des Walther von Metz und andere Auszüge in den Sinn kommen und er Lord Dunsany und Thomas Moore rezitiert.
In der Finsternis gelangt er in einen Gang, an dessen Wänden ihm sargähnliche Holzkisten mit Glasfronten auffallen, deren Umrisse er wegen einer langsam sichtbar werdenden Phosphoreszenz erkennen kann. Einem Lichtschimmer folgend kommt er über den schmalen Korridor in eine kunstvolle Halle mit einer Folge von Wandmalereien. In den Kisten kann er nun mumifizierte Kreaturen in kostbaren Gewändern ausmachen, die mit grotesken reptilienartigen Formen manchmal an Krokodile, dann wieder an Seehunde erinnern und nicht klassifizierbar erscheinen. In den Fresken glaubt er die Geschichte der Wesen mit Kriegen, kulturellem Aufstieg über das Niveau Ägyptens und Chaldäas und schließlichem Verfall beschrieben zu sehen, hält dies indes für eine allegorische Darstellung und denkt an die Kapitolinische Wölfin. Neben dem Verfall beunruhigen ihn die zunehmenden Grausamkeiten gegenüber der Außenwelt und die körperliche Verkümmerung der Menschen, die durch die „heiligen Reptilien“ repräsentiert zu werden scheinen. Am Ende der Halle erreicht er ein Tor, das überraschenderweise nicht in einen anderen Raum führt, sondern den Blick auf einen endlos strahlenden Glanz freigibt, als würde „man vom Gipfel des Mount Everest auf ein Meer sonnenbestrahlten Nebels“ blicken.
Irgendwann nimmt er einen seltsamen Ton wahr, der immer lauter wird und, zusammen mit einem aufbrausenden Sturm, in einem kreischenden Geheul endet. Er muss sich am Boden festklammern, um nicht in den „leuchtenden Abgrund gefegt zu werden“ und plappert dabei das Lied des wahnsinnigen Arabers vor sich hin. Später weiß er nicht, „welcher Höllenengel“ ihn „ins Leben zurückführte“, erinnert aber, dass die Kakophonie sprachliche Formen annahm und er ein Fluchen heraushören konnte. 
Vor dem leuchtenden Abgrund erblickte er eine Horde „heranrasender Teufel ... einer Rasse, die niemand verwechseln kann – die kriechenden Reptilien der Stadt ohne Namen.“

## Entstehung und Hintergrund
Die Stadt ohne Namen ist das erste 1921 verfasste Werk Lovecrafts. Am 26. Januar schrieb er Frank Belknap Long, er habe es „soeben abgeschlossen und getippt“. 
Nach seinen Angaben musste er zweimal ansetzen, um die Geschichte zu Papier zu bringen, war jeweils unzufrieden und traf erst beim dritten Versuch den passenden Ton.

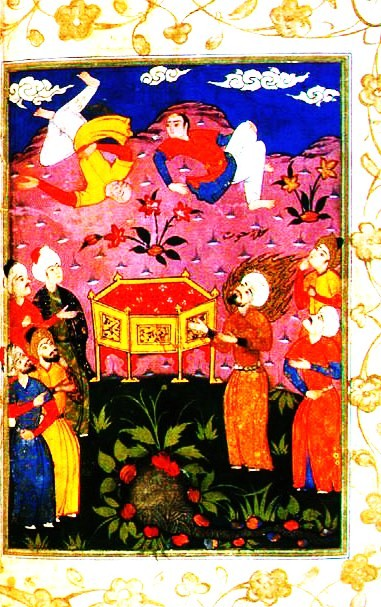
Hūd mit dem Volke ʿĀd

Wie Lovecraft erklärte, ist auch sie einem Traum zu verdanken, der durch eine Phrase aus einer Erzählung des von ihm verehrten Lord Dunsany angeregt worden war. Es handelt sich um die Wendung „Die stumme Schwärze des Abgrunds“ („the unreverberate blackness of the abyss“) am Ende der Kurzgeschichte The Probable Adventure of the Three Literary Men, die sich in der Erzählungssammlung The Book of Wonder findet und von Lovecraft in seinem Werk zitiert wurde.
Eine weitere Anregung war der Artikel Arabia der neunten Auflage der Encyclopædia Britannica, die Lovecraft besaß und Abschnitte in sein Commonplace Book übertrug, ein Notizbuch, das er Anfang des Jahres 1920 zu führen begann und das nach seiner Beschreibung „Ideen, Bilder und Zitate“ enthielt, „die flüchtig notiert wurden, um“ in späteren Erzählungen verarbeitet zu werden. Dazu gehörte eine Passage über Irem, die im Koran erwähnte vorzeitliche „Stadt der Säulen [...], die angeblich von Shedad, dem letzten Despoten von ʿĀd in der Gegend von Hadramaut errichtet wurde, und die heute, nach der Vernichtung ihrer Einwohner, gemäß der arabischen Überlieferung für die Augen gewöhnlicher Menschen unsichtbar ist [...] aber gelegentlich von einem besonders begnadeten Reisenden erblickt wird.“
In der Kurzgeschichte deutet der Erzähler an, dass die namenlose Stadt älter als Irem sei, was nach Auffassung Sunand T. Joshis den seltsamen Reim erklären könnte, den Lovecraft Abdul Alhazred zuschreibt. In dem prähistorischen, selbst von der Sage vergessenen Ort standen vielleicht schon die Bewohner Irems einem Grauen gegenüber. 
In seinem Notizbuch beschrieb Lovecraft später Details des Traums, auf den die Erzählung zurückgeht. Er sah einen Mann, der in einer „seltsame(n) unterirdische(n) Kammer“ eine „Bronzetür“ aufbrechen wollte, dabei aber von einströmendem „Wasser überwältigt“ wurde.

## Rezeption
Die von Lovecraft sehr geschätzte Geschichte wurde von vielen Zeitschriften zurückgewiesen und nach der Veröffentlichung im November 1921 erst wieder im Herbst 1936, kurz vor seinem Tode, in dem halbprofessionellen Magazin Fanciful Tales gedruckt, was für Joshi mit ihrer minderen Qualität zu erklären ist. Wie andere frühe Werke Lovecrafts liege ihre Bedeutung eher in dem, worauf sie vorausweise: Zehn Jahre später griff Lovecraft in seinen Bergen des Wahnsinns das Szenario wieder auf und gab mit der außerirdischen Herkunft der Wesen eine verständlichere Begründung für die abnormen Gestalten. In seinem Spätwerk wiederholen sich auch die   Erklärungsversuche des Wissenschaftlers, der sich verzweifelt einreden will, die abgebildeten Kreaturen hätten lediglich symbolische Bedeutung.
Mit ihrer überhitzten Sprache, den Absurditäten und unlogischen Entwicklungen der Handlung scheint die Erzählung ihm nicht gut durchdacht zu sein. So bleibe ungeklärt, woher die Kreaturen kommen, da sich im Text weder Hinweise auf eine irdische Region der Vorzeit, noch auf einen fremden Planeten finden. Ebenso unklar ist laut Joshi, wie die Wesen zu ihrer zusammengesetzten Gestalt gekommen sind, die außerhalb der Evolution der Lebewesen liegt oder wie sie in den Tiefen der Erde fortexistieren konnten. Der Ich-Erzähler, der nicht sofort begreift, dass sie selbst die Stadt erbaut haben, mache einen begriffsstutzigen Eindruck.
Für Marco Frenschkowski hingegen gelang es Lovecraft, dem häufig verarbeiteten Thema – archaische Ungeheuer überleben in einer Ruinenstadt – eigenen Seiten abzugewinnen und durch einzigartige sprachliche Verdichtung und Sublimierung etwas Neues zu gestalten, wozu auch die Namenlosigkeit der Stadt gehört. Die Neugier des Lesers werde so auf die Atmosphäre und Exotik der Wesen gelenkt, die in der Tiefe überlebt haben, während das Schicksal des menschlichen Beobachters irrelevant sei.
August Derleth griff die Stadt ohne Namen und weitere Elemente des Cthulhu-Mythos in seiner Kurzgeschichte Der Bewahrer des Schlüssels (The Keeper of the Key) von 1951 auf, die 1972 in der Sammlung Auf Cthulhus Spur aus der Buchreihe Bibliothek des Hauses Usher veröffentlicht wurde.

## Textausgaben (Auswahl)
- Wolverine, November 1921
- Fanciful Tales, Herbst 1936
- Weird Tales, November 1938
- The Outsider and Others, Arkham House, 1939
- Dagon and Other Macabre Tales, 1986
- The Dreams in the Witch House and Other Weird Stories, 2004

- Stadt ohne Namen, Deutsch von Charlotte Gräfin von Klinckowstroem, Bibliothek des Hauses Usher, 1973
- Stadt ohne Namen, Phantastische Bibliothek, Bd. 52, 1981